# Damsay
Damsay est une île inhabitée du Royaume-Uni située en Écosse, dans les Orcades.
L'île, située au centre de la baie de Firth, est entourée par Mainland hormis en direction du nord-est. Elle est voisine de Holm of Grimbister située au sud-ouest. De forme grossièrement circulaire, elle culmine à onze mètres d'altitude. Deux plans d'eau se trouvent à l'extrémité septentrionale de l'île.